# ناديه لورانس
ناديه لورانس (بالإنجليزية: Nadia Lawrence)‏ هي لاعبة كرة قدم بريطانية، ولدت في 29 نوفمبر 1989. شاركت مع منتخب ويلز لكرة القدم للسيدات. أما مع النوادي، فقد لعبت مع آي بي في ونادي جامعة كارديف ميتروبوليتان.

## وصلات خارجية
- ناديه لورانس على موقع الاتحاد الأوربي (الإنجليزية)
- ناديه لورانس على موقع قاعدة بيانات كرة القدم.إي يو (الإنجليزية)
- ناديه لورانس على موقع Soccerway.com (الإنجليزية)